# 河野一紀
河野 一紀（こうの かずのり、1983年 - ）は、日本の臨床心理士。専攻はラカン派精神分析、臨床心理学。

## 学歴
- 2002年4月 - 2006年3月 京都大学 教育学部
- 2006年4月 - 2008年3月 京都大学 教育学研究科 臨床教育学専攻　修士課程
- 2008年4月 - 2011年3月 京都大学 教育学研究科 臨床教育学専攻　博士後期課程

## 経歴
- 2009年4月 - 現在 佛教大学 教育学部 非常勤講師
- 2010年4月 - 現在 追手門学院大学 学生相談室 非常勤相談員
- 2010年4月 - 現在 京都光華女子大学 人間科学部（現　健康科学部） 非常勤講師
- 2012年4月 - 現在 神戸女学院大学 文学部 非常勤講師
- 2014年4月-現在　滋賀大学 教育学部 特任講師

## 著書
- 『ことばと知に基づいた臨床実践: ラカン派精神分析の展望』創元社   2014年3月 ISBN 442211574X
- 『内なるデーモンを育む 心の葛藤を解消する「5つのステップ」』ツルティム・アリオーネ (担当:共訳)　星和書店   2013年10月 ISBN 4791108574

| スタブアイコン | サブスタブ | この項目は、まだ閲覧者の調べものの参照としては役立たない、人物に関連した書きかけの項目です。この項目を加筆・訂正などしてくださる協力者を求めています（P:人物伝/PJ:人物伝）。 |